# Sai (Pupuan)
Sai is een bestuurslaag in het regentschap Tabanan van de provincie Bali, Indonesië. Sai telt 1623 inwoners (volkstelling 2010).